# Glaphyrus festivus
Glaphyrus festivus es una especie de coleóptero de la familia Glaphyridae.

## Distribución geográfica
Habita en Asia Menor y en Irán.